# Normozoospermia
Normozoospermia – termin określający stan, w którym nasienie pacjenta ma prawidłowe parametry (przede wszystkim liczebność, ruchliwość, żywotność i morfologię plemników).
Wartości rekomendowane od 2010 roku przez WHO jako świadczące o prawidłowości nasienia są następujące:
- Objętość: ≥ 1,5 ml
- pH: ≥ 7,2
- Czas upłynnienia: < 60 minut
- Aglutynaty i agregaty plemników: brak
- Liczba plemników*: ≥ 15 mln/ml lub ≥ 39 mln / ejakulat (wystarczy aby jedna z tych wartości była spełniona)
- Ruchliwość plemników (ruch postępowy o dowolnej szybkości): ≥ 32%
- Żywotność plemników: ≥ 58%
- Morfologia plemników: ≥ 4%
- Leukocyty (peroksydazo-dodatnie): < 1 mln/ml.

Parametry nasienia poniżej wyznaczonych przez WHO wartości nie oznaczają bezpłodności, a jedynie mniejsze szanse na naturalne uzyskanie ciąży, podobnie jak wynik w granicach norm nie jest dowodem definitywnej płodności.
Diagnostyka normozoospermii oraz zaburzeń jakości nasienia takich jak oligozoospermia, asthenozoospermia, nekrozoospermia, teratozoospermia dokonywana jest na podstawie badania ogólnego nasienia wykonywanego pod mikroskopem.